# Zeche Hercules
Die Zeche Hercules war ein Steinkohlen-Bergwerk im heutigen Ostviertel von Essen.

## Geschichte
1855 konsolidierten mehrere Essener Kaufleute die Grubenfelder „Hercules“, „Katharina“, „Wohlfahrt“ und „Amsterdam“ zur Gewerkschaft Hercules mit Sitz in Essen. Der Grubenfeldbesitz erstreckte sich vom südlichen Bereich der Essener Altstadt bis nach Huttrop und Kray.
1856 wurde in der Nähe der Essener Altstadt, südlich der Frillendorfer Straße, mit dem Abteufen des Schachtes „Hercules“ begonnen.
Es ist bezeichnend für die damalige Pionierzeit des Steinkohlenbergbaus, dass diese neue Schachtanlage nur zwei Häuserblocks südlich der Zeche Graf Beust lag. Nachdem der Schacht 1857 bereits das Steinkohlengebirge erreicht hatte, konnte 1859 die Förderung aufgenommen werden.
Aufgrund der günstigen wirtschaftlichen Entwicklung der Zeche konnte schnell zu einem zügigen Ausbau der Grubenbaue übergegangen werden. Bereits 1863 wurde an der Straße nach Steele ein Wetterschacht niedergebracht, um auch die vom Hauptschacht weiter entfernt liegenden Abbaubetriebspunkte mit Frischwetter zu versorgen. Die 1865 und 1866 zwischen Huttrop und Steele abgeteuften Versuchsschächte konnten allerdings noch keinen weiteren Aufschluss über wirtschaftlich gewinnbare Vorräte im Ostfeld geben. Man beschränkte sich weiterhin auf die Förderung über den Schacht 1.
Im Jahre 1889 betrug die Förderung jährlich 230.000 Tonnen Magerkohle. Es wurde beschlossen, die Zeche umfangreich auszubauen. Schacht 1 erhielt ein zweigeschossiges Strebengerüst als Förderanlage. Weiterhin wurde bei Schacht 1 eine Brikettfabrik errichtet. Ferner wurde damit begonnen, das Südfeld der Zeche zu erschließen. 1889 bis 1891 wurde deswegen der Schacht 2 abgeteuft, der als Seilfahrt- und Wetterschacht für das Südfeld diente.
Erneute Versuchsbohrungen im Ostfeld führten zu dem Entschluss, diesen Bereich durch eine eigene Förderschachtanlage zu erschließen. Hierzu wurde 1899 am Zehnthof zwischen Huttrop und Kray der Schacht 3 abgeteuft, der später auch Schacht „Katharina“ genannt wurde. 1901 ging dieser Schacht in Förderung. Er wurde mit einem Tomson-Bock als Förderanlage ausgestattet. Nach dessen Fertigstellung wurde der alte Wetterschacht abgeworfen. 1905 wurde einen Kilometer östlich von Schacht „Katharina“ noch der Schacht 4 als Wetterschacht für die neue Förderanlage niedergebracht.
1906 gründete die Gewerkschaft Hercules zusammen mit der Rheinischen Anthracitkohlenwerke A.G. und der Gewerkschaft Dahlhauser Tiefbau die Essener Steinkohlenbergwerke AG, in der sich zunächst mehrere Magerkohlenzechen des Ruhrgebietes zusammenschlossen. Man beschloss für die Zeche Hercules die Abtrennung der Schächte 3 und 4 und ihre selbständige Fortführung als Zeche Katharina.
Auf Zeche Hercules wurde in den Ausbau der zentralen Förderschachtanlage Hercules 1 verstärkt investiert. Nach Erweiterung der Aufbereitungskapazität wurde 1911 neben Schacht 1 der neue Förderschacht 5 niedergebracht. (Die Schachtnumerierung wurde für die Zechen Hercules und Katharina trotz der Trennung fortlaufend weitergeführt.) Er ging 1912 in Betrieb und wurde mit einem geschlossenen Förderturm ausgestattet.
Die Förderung der Einzelzeche Hercules betrug um diese Zeit 350.000 Tonnen jährlich.

## Stilllegung
In der wirtschaftlich angespannten Zeit nach dem Ersten Weltkrieg war insbesondere der Absatzmarkt für Magerkohle und Esskohle unter Druck. Schacht 2 wurde 1919 stillgelegt. Die Essener Steinkohlenbergwerke AG beschloss eine Rationalisierung der Magerkohlenförderung im Essener Raum. Ein großtechnischer Ausbau der Schachtanlagen im Grubenfeld Hercules/Katharina war von vorneherein nur auf der Zeche Katharina möglich, da die mitten im dichtbebauten Innenstadtgebiet von Essen liegende Schachtanlage Hercules 1/5 keine Möglichkeit der Erweiterung hatte.
Daher wurde die Stilllegung der Förderschachtanlage Hercules 1/5 für 1925 beschlossen und am 15. September des Jahres durchgeführt. Die Schächte wurden verfüllt, und die Brikettfabrik außer Betrieb genommen. Das Grubenfeld kam an die Zeche Katharina. 
Wenige Zeit später wurde auf dem ehemaligen Zechengelände ein sogenanntes Sturmlokal der Essener SA eingerichtet. In alten Zechengebäuden befand sich zur Zeit der Machtergreifung 1933 das Zwangsarbeiterlager Zeche Hercules als Arbeitslager zur Unterbringung von etwa 150 Zwangsarbeitern.

## Heutiger Zustand
Nach der Stilllegung wurden die Anlagen, die sich in einem Straßen- und Gleisdreieck an der Herkulesstraße befanden, abgebrochen. In der Zeit nach den Zerstörungen des Zweiten Weltkriegs sind das Gelände und die Straßenführung teilweise verändert worden. Einen Teil des alten Zechengeländes nimmt das Gewerbegebiet Herkules ein. Auch die Herkulesstraße trägt die Erinnerung an die alte Zeche – und die Gräuel der Herkuleswache – weiter.